# San Marcos, Jalisco
San Marcos là một đô thị thuộc bang Jalisco, México. Năm 2005, dân số của đô thị này là 3533 người.